# Política de rentas
En economía, una política de rentas es aquella que persigue el control de precios y de salarios, normalmente como respuesta a la inflación y como forma de fijar precios y salarios por debajo de los del libre mercado.
Es por ello una medida de política económica con especial incidencia en las relaciones entre la patronal y los sindicatos. Tiene su origen en la disyuntiva entre el pleno empleo y la estabilidad de precios. Las primeras experiencias de políticas de pleno empleo en el Reino Unido y Suecia demostraron la necesidad de una estrategia compensatoria para resolver este conflicto de objetivos. Fue el economista británico William Beveridge quien plasmó la necesidad de instaurar un mecanismo que mitigara los efectos inflacionistas originados en una situación cercana al pleno empleo.

## Tipos
- Política de rentas imperativa: las autoridades fijan un límite máximo al crecimiento salarial que no puede superarse. Los gobiernos exigen, por lo tanto, coercitivamente el cumplimiento de los límites previstos.
- Política de rentas indicativa: las autoridades se limitan a establecer unos indicadores sobre cómo deberían evolucionar los salarios y las rentas. No son de obligado cumplimiento, pero el gobierno normalmente busca persuadir a la opinión pública para que lo respete.
- Política de rentas cooperativa: la patronal y los sindicatos sellan acuerdos en el marco de una negociación institucional.